# Buffalo Soapstone
Buffalo Soapstone – jednostka osadnicza w Stanach Zjednoczonych, w stanie Alaska, w okręgu Matanuska-Susitna.